# ميناء ديربان

ميناء ديربان هو ميناء يقع في ديربان، جنوب إفريقيا.وهو يعتبر أكبر ميناء وأكثرها ازدحامًا في أفريقيا جنوب الصحراء. يتعامل مع ما يصل إلى 31.4 مليون طن من البضائع كل عام.تتم إدارة الميناء من قبل شركة موانئ دبي العالمية المملوكة لدولة الإمارات العربية المتحدة